# Robert Galloway
Robert Galloway, né le 24 septembre 1992 à Columbia en Caroline du Sud, est un joueur de tennis américain, professionnel depuis 2015.

## Carrière
Fin 2017, il remporte six tournois consécutifs en double avec Benjamin Lock et décide de se spécialiser dans la discipline à partir de la saison suivante. Il a remporté 18 titres en double sur le circuit Challenger entre 2018 et 2023.
En 2023, à Wimbledon, il atteint les huitièmes de finale avec Lloyd Harris en battant les deuxièmes têtes de série Ivan Dodig et Austin Krajicek. En septembre, à l'US Open, il atteint les quarts de finale avec Albano Olivetti en battant notamment les quatrièmes têtes de série Marcelo Arévalo et Jean-Julien Rojer en huitièmes de finale.
En 2024, il s'impose à Delray Beach et à Majorque avec Julian Cash.

## Palmarès

### Titres en double messieurs
| No | Date       | Nom et lieu du tournoi          | Catégorie | Dotation  | Surface      | Partenaire  | Finalistes                     | Score            |          |
| -- | ---------- | ------------------------------- | --------- | --------- | ------------ | ----------- | ------------------------------ | ---------------- | -------- |
| 1  | 12-02-2024 | Delray Beach Open Delray Beach  | ATP 250   | 661 585 $ | Dur (ext.)   | Julian Cash | Santiago González Neal Skupski | 5-7, 7-5, [10-2] | Parcours |
| 2  | 23-06-2024 | Mallorca Championships Majorque | ATP 250   | 932 135 € | Gazon (ext.) | Julian Cash | Diego Hidalgo Alejandro Tabilo | 6-4, 6-4         | Parcours |

### Finales en double messieurs
| No | Date       | Nom et lieu du tournoi                                | Catégorie | Dotation    | Surface      | Partenaire                        | Finalistes           | Score             |          |
| -- | ---------- | ----------------------------------------------------- | --------- | ----------- | ------------ | --------------------------------- | -------------------- | ----------------- | -------- |
| 1  | 10-06-2024 | BOSS Open Stuttgart                                   | ATP 250   | 734 915 €   | Gazon (ext.) | Rafael Matos Marcelo Melo         | Julian Cash          | 3-6, 6-3, [10-8]  | Parcours |
| 2  | 18-08-2024 | Winston-Salem Open Winston-Salem                      | ATP 250   | 779 780 $   | Dur (ext.)   | Nathaniel Lammons Jackson Withrow | Julian Cash          | 6-4, 6-3          | Parcours |
| 3  | 25-09-2024 | Kinoshita Group Japan Open Tennis Championships Tokyo | ATP 500   | 1 818 380 $ | Dur (ext.)   | Julian Cash Lloyd Glasspool       | Ariel Behar          | 6-4, 4-6, [12-10] | Parcours |
| 4  | 14-10-2024 | European Open Anvers                                  | ATP 250   | 690 135 €   | Dur (int.)   | Alexander Erler Lucas Miedler     | Aleksandr Nedovyesov | 6-4, 1-6, [10-8]  | Parcours |
| 5  | 03-02-2025 | Dallas Open Dallas                                    | ATP 500   | 2 760 000 $ | Dur (int.)   | Christian Harrison Evan King      | Ariel Behar          | 7-64, 7-64        | Parcours |

## Parcours dans les tournois duGrand Chelem

### En double messieurs
| Année | Open d'Australie                                                                 | Open d'Australie                                                                     | Internationaux de France                                                           | Internationaux de France                                                          | Wimbledon                                                                        | Wimbledon                                                                     | US Open                                                                           | US Open |
| ----- | -------------------------------------------------------------------------------- | ------------------------------------------------------------------------------------ | ---------------------------------------------------------------------------------- | --------------------------------------------------------------------------------- | -------------------------------------------------------------------------------- | ----------------------------------------------------------------------------- | --------------------------------------------------------------------------------- | ------- |
| 2018  | —                                                                                | —                                                                                    | —                                                                                  | —                                                                                 | —                                                                                | —                                                                             | 2e tour (1/16) N. Lammons \|\| style="text-align:left;" \| I. Dodig M. Granollers |         |
| 2019  | —                                                                                | —                                                                                    | —                                                                                  | —                                                                                 | —                                                                                | —                                                                             | 1er tour (1/32) N. Lammons \|\| style="text-align:left;" \| J. Murray N. Skupski  |         |
|       |                                                                                  |                                                                                      |                                                                                    |                                                                                   |                                                                                  |                                                                               |                                                                                   |         |
| 2021  | —                                                                                | —                                                                                    | —                                                                                  | —                                                                                 | —                                                                                | —                                                                             | 2e tour (1/16) A. Lawson \|\| style="text-align:left;" \| W. Koolhof J.-J. Rojer  |         |
| 2022  | —                                                                                | —                                                                                    | —                                                                                  | —                                                                                 | 2e tour (1/16) M. Schnur \|\| style="text-align:left;" \| S. González A. Molteni | 2e tour (1/16) A. Lawson \|\| style="text-align:left;" \| M. Ebden M. Purcell |                                                                                   |         |
| 2023  | 1er tour (1/32) F. Bagnis \|\| style="text-align:left;" \| M. Polmans A. Popyrin | 2e tour (1/16) N. Barrientos \|\| style="text-align:left;" \| M. Arévalo J.-J. Rojer | 1/8 de finale L. Harris \|\| style="text-align:left;" \| M. Granollers H. Zeballos | 1/4 de finale A. Olivetti \|\| style="text-align:left;" \| P.-H. Herbert N. Mahut |                                                                                  |                                                                               |                                                                                   |         |
| 2024  | 1er tour (1/32) J. Cash \|\| style="text-align:left;" \| Q. Halys A. Mannarino   | 1er tour (1/32) J. Cash \|\| style="text-align:left;" \| Ivan Dodig A. Krajicek      | 2e tour (1/16) J. Cash \|\| style="text-align:left;" \| S. Doumbia F. Reboul       | 2e tour (1/16) J. Cash \|\| style="text-align:left;" \| T. Boyer E. Nava          |                                                                                  |                                                                               |                                                                                   |         |

N.B. : le nom du partenaire se trouve sous le résultat ; les noms des ultimes adversaires se trouvent à droite.

### En double mixte
| Année | Open d'Australie                                                                          | Open d'Australie                                                               | Internationaux de France                                                     | Internationaux de France | Wimbledon | Wimbledon | US Open                                                                           | US Open |
| ----- | ----------------------------------------------------------------------------------------- | ------------------------------------------------------------------------------ | ---------------------------------------------------------------------------- | ------------------------ | --------- | --------- | --------------------------------------------------------------------------------- | ------- |
| 2022  | —                                                                                         | —                                                                              | —                                                                            | —                        | —         | —         | 1er tour (1/16) C. Harrison \|\| style="text-align:left;" \| S. Sanders J. Peers  |         |
|       |                                                                                           |                                                                                |                                                                              |                          |           |           |                                                                                   |         |
| 2024  | —                                                                                         | —                                                                              | —                                                                            | —                        | —         | —         | 1er tour (1/16) S. Rogers \|\| style="text-align:left;" \| S. Errani A. Vavassori |         |
| 2025  | 1er tour (1/16) N. Melichar-Martinez \|\| style="text-align:left;" \| O. Gadecki J. Peers | 2e tour (1/8) Jiang X. \|\| style="text-align:left;" \| S. Errani A. Vavassori | 2e tour (1/8) A. Sutjiadi \|\| style="text-align:left;" \| E. Silva J. Paris | —                        | —         |           |                                                                                   |         |

N.B. : le nom de la partenaire se trouve sous le résultat ; les noms des ultimes adversaires se trouvent à droite.

## Classements ATP en fin de saison
| Année          | 2015 | 2016 | 2017 | 2018 | 2019 | 2020 | 2021 | 2022 | 2023 |
| Rang en simple | 1439 | 2081 | 1858 | 1492 | –    | –    | 1038 | 1472 | –    |
| Rang en double | 820  | 591  | 330  | 108  | 127  | 136  | 112  | 87   | 48   |

Source : (en) Classements de Robert Galloway sur le site officiel de la Fédération internationale de tennis